# Dichaetomyia dimidiata
Dichaetomyia dimidiata är en tvåvingeart som först beskrevs av Stein 1904.  Dichaetomyia dimidiata ingår i släktet Dichaetomyia och familjen husflugor. Inga underarter finns listade i Catalogue of Life.